# Уральский электромеханический завод

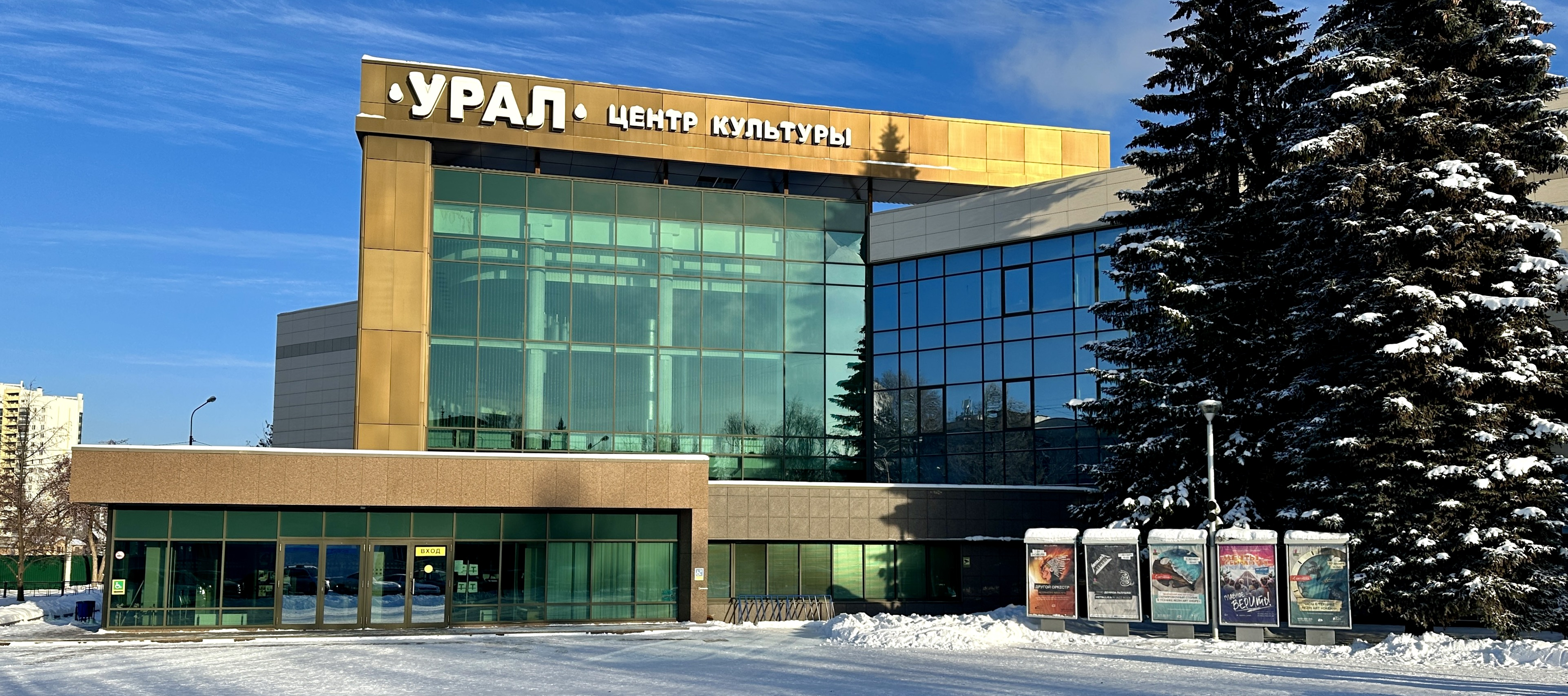
Центр культуры «Урал» (бывший ДК УЭМЗ)

Памятник А. А. Соловьёву на площади перед ЦК «Урал»

Ура́льский эле́ктромехани́ческий заво́д (УЭМЗ) — советское и российское предприятие атомной промышленности в Екатеринбурге. Изготовитель электротехнического оборудования для атомных станций и предприятий топливно-энергетического комплекса.

## История
2 мая 1949 года вышло Постановление Совета Министров СССР о создании на заводе № 707 НКСП СССР (в 1957—1969 годы — завод № 333 МСМ СССР, с 1969 года — Уральский электромеханический завод МСМ СССР) производственной базы по выпуску спецаппаратуры. В 1954 году завод перебазировался в город Свердловск. В 1957 году завод № 707 был передан из НКСП в атомное министерство. Первыми изделиями выпущенные заводом были блоки низковольтной автоматики и центрифуги.
Первым директором завода № 707 был назначен А. А. Соловьёв, переведённый из Москвы где он до этого являлся главным механиком завода № 709 НКСП СССР.
С 1957 года завод начал выпускать аппаратуру автоматики спецчасти и стендовую аппаратуру. С 1960 года заводом началось производство звукометрической аппаратуры и началась разработка по созданию приборов систем автоматики электрохимических генераторов тока (ЭХГ) для отечественных космических программ.
18 января 1971 году «за успехи, достигнутые заводом в выпуске специальной техники, развитии производства, промышленном и гражданском строительстве» Указом Президиума Верховного Совета СССР УЭМЗ был награждён орденом Трудового Красного Знамени. Три человека за историю завода получили звание Герой Социалистического Труда, тринадцать человек — стали лауреатами Государственной премии.

## Награды
- В 1971 году Указом Президиума Верховного Совета СССР УЭМЗ был награждён орденом Трудового Красного Знамени

## Директора
- Соловьёв, Александр Алексеевич (1946—1983)
- Кузнецов, Леонид Михайлович (1983—2000)
- Великанов Виталий Борисович (2000—2010)
- Ковязин Константин Александрович (2010—2016)
- Богоявленский Станислав Леонидович (2016-2025)
- Рожков Владимир Игоревич  (с 2025)